# Mesopolobus mediterraneus
Mesopolobus mediterraneus is een vliesvleugelig insect uit de familie Pteromalidae. De wetenschappelijke naam is voor het eerst geldig gepubliceerd in 1903 door Mayr.